# Tamboicus rufus
Tamboicus rufus is een hooiwagen uit de familie Sclerosomatidae.